# El rapto
El rapto és una pel·lícula dramàtica argentina de 2023 coescrita i dirigida per Daniela Goggi. La cinta està inspirada en El salto de papá, llibre de Martín Sivak.
La cinta va ser seleccionada per a tenir la seva estrena mundial a la 80a Mostra Internacional de Cinema de Venècia en la secció Orizzonti Extra i la seva estrena nord-americana en la secció Special Presentations en la 48a edició del Festival Internacional de Cinema de Toronto.

## Argument
Buenos Aires, dècada de 1980. Julio Levy torna de l'exili polític per a ocupar un lloc en la gran empresa familiar quan el seu germà major és segrestat.
A càrrec d'organitzar el rescat i amb tot el pes de la seva família sobre les espatlles, Julio descobreix les forces que encara operen darrere en la recentment recuperada democràcia argentina.

## Repartiment
- Rodrigo de la Serna com a Julio Levy
- Julieta Zylberberg com a Silvia Levy
- Jorge Marrale com a Elías Levy
- Germán Palacios com a Miguel Levy
- Andrea Garrote com a Alicia Levy
- Jorge Sesán com a Alberto
- Carlos Garmendia com a César Jaroslavski
- Luciano Borges com a Charl
- Andrés Quiñones com a Teste
- Tatiana Rodríguez com a Mirta

## Premis i nominacions
| Premio/Festival de Cinema                   | Data de l'esdeveniment              | Categoria                                                             | Nominat                        | Resultat  | Ref.        |
| ------------------------------------------- | ----------------------------------- | --------------------------------------------------------------------- | ------------------------------ | --------- | ----------- |
| Festival Internacional de Cinema de Venècia | 30 d'agost al 9 de setembre de 2023 | Orizzonti Extra                                                       | El rapto                       | Nominat   |             |
| Festival Internacional de Cinema de Toronto | 7 al 17 de setembre de 2023         | Presentacions especials                                               | El rapto                       | 5è lloc   | [ 2 ]       |
| Premis Sur                                  | 26 d'agost de 2024                  | Millor actriu                                                         | Julieta Zylberberg             | Nominat   | [ 3 ] [ 4 ] |
| Premis Sur                                  | 26 d'agost de 2024                  | Millor actor                                                          | Rodrigo de la Serna            | Nominat   | [ 3 ] [ 4 ] |
| Premis Sur                                  | 26 d'agost de 2024                  | Millor actriu de repartiment                                          | Andrea Garrote                 | Nominat   | [ 3 ] [ 4 ] |
| Premis Sur                                  | 26 d'agost de 2024                  | Millor actor de repartiment                                           | Germán Palacios                | Nominat   | [ 3 ] [ 4 ] |
| Premis Sur                                  | 26 d'agost de 2024                  | Millor guió adaptat                                                   | Daniela Goggi i Andrea Garrote | Guanyador | [ 3 ] [ 4 ] |
| Premis Sur                                  | 26 d'agost de 2024                  | Millor direcció d’art                                                 | Sebastián Orgambide            | Guanyador | [ 3 ] [ 4 ] |
| Premis Sur                                  | 26 d'agost de 2024                  | Millor so                                                             | Leandro de Loredo              | Guanyador | [ 3 ] [ 4 ] |
| Produ Awards                                | 30 i 31 d’octubre del 2024          | Millor pel·lícula d'acció, policial, thriller estrenada en plataforma | El rapto                       | Pendent   | [ 5 ]       |